# وسط (منطق)
الوسط عند المنطقيين هو ما يقترن بقولنا «لأنه» حيث يقال «لأنه كذا». مثلا، إذ قلنا: «العالم محدث لأنه متغير»، فالمقارن لقولنا «لأنه متغير» وسط.